# Louis Delannoy
Louis Delannoy, conosciuto anche come Louis De Lannoy o Lode Delannoy (Schoten o Anversa, 16 giugno 1902 – Anversa, 13 dicembre 1968), è stato un ciclista su strada belga.
Professionista dal 1926 al 1934, conta la vittoria di una tappa al Tour de France.

## Carriera
Ottenne due vittorie in nove anni di professionismo, la tappa di Brest al Tour de France 1929 ed il Circuit de Champagne dello stesso anno. Partecipò a cinque edizioni del Tour de France, terminando sesto nel 1929, e fu terzo al Giro delle Fiandre nel 1928.

## Palmarès
- 1929 (Alcyon-Dunlop, 2 vittorie)

4ª tappa Tour de France (Dinan > Brest)
Circuit de Champagne

## Piazzamenti

### Grandi Giri
- Tour de France

1926: 28º
1927: 16º
1928: 13º
1929: 6º
1930: 11º

### Classiche monumento
- Giro delle Fiandre

1928: 3º
- Parigi-Roubaix

1928: 7º
- Liegi-Bastogne-Liegi

1930: 7º